# Трансилванско секирче
Трансилванско секирче (Lathyrus transsilvanicus) е многогодишно тревисто коренищно растение от семейство Бобови. Регионално изчезнал вид в България, включен в Червената книга на България.
Достига височина 30 – 80 cm, без крила, с дълги кафяви власинки. Листата им са чифтоперести, завършващи с осилче. Имат 2 – 4 двойки ланцетни до обратнояйцевидни листчета с дължина 40 – 100 mm, от долната страна са сиво-зелени, с редки власинки, а от горната – зелени и голи. Цветовете са събрани по 8 – 12 в гроздовидни съцветия. Чашката е с неравни помежду си зъбци. Венчелистчетата са жълти. Плодът е линеен, кафяво-червен боб. Трансилванското секирче се размножава със семена.
Среща се в сенчести букови гори върху кафяви горски почви. В България трансилванското секирче е забелязано за последен път през 1905 г. в долината на река Арманкая в Средна Стара планина. Разпространено е на Балканския полуостров и в Централна Европа.